# Kenneth Welsh
Kenneth Clifford Welsh (ur. 30 marca 1942 w Edmonton, zm. 5 maja 2022) – kanadyjski aktor. Czterokrotny laureat Nagrody Gemini i Nagrody Genie.
Występował na scenie, w filmie i telewizji. Odtwórca roli złoczyńcy Windoma Earle’a, byłego agenta FBI, który był partnerem i najlepszym przyjacielem agenta Dale’a Coopera (Kyle MacLachlan) w serialu Davida Lyncha Miasteczko Twin Peaks (1990–1991). Wystąpił w roli ojca Katharine Hepburn, granej przez Cate Blanchett w dramacie biograficznym Martina Scorsese Aviator (2004).

## Życiorys

### Wczesne lata
Urodził się i dorastał w Edmonton w kanadyjskiej prowincji Alberta. Jego ojciec pracował dla Canadian National Railway. Zainteresowanie teatrem przejawiał już od czasów liceum. Uczestniczył w programie teatralnym opartym na metodzie aktorskiej Stanisławskiego na Uniwersytecie Alberty. Później przeniósł się do Montrealu i został przyjęty do Narodowej Szkoły Teatralnej, którą ukończył w 1965. 

### Kariera
W 1965 wziął udział w przesłuchaniach na Stratford Festival w Stratford w Ontario, a następnie spędził pierwsze siedem lat swojej kariery na scenie występując w takich sztukach Williama Shakespeare’a jak Henryk V (1966) jako Sir Thomas Grey, Henryk VI (1966) w roli pierwszego mordercy i kapitana Talbota, Wieczór Trzech Króli (1966) jako strażnik i dworzanin, Ryszard III (1967) jako Lord Hastings, Wesołe kumoszki z Windsoru (1967) w roli Fenton, Antoniusz i Kleopatra (1967) jako Oktawiusz Cezar, Hamlet (1969) w roli tytułowego duńskiego księcia, Makbet (1971) jako MacDuff, Jak wam się podoba (1972) jako Sir Oliver Martext oraz Król Lear (1972) jako Edgar. W 1973 opuścił zespół, by wyreżyserować przedstawienie Under Milk Wood na podstawie tekstu walijskiego poety Dylana Thomasa w Guthrie Theatre w Minneapolis. W 1978 zadebiutował na Broadwayu jako Iwan Kuźmicz Szpekin – naczelnik poczty w Rewizorze. Był także autorem i wykonawcą uznanego off-broadwayowskiego musicalu kabaretowego Standup Shakespeare (1987).
Wcielił się w postać d’Artagnana w adaptacji telewizyjnej powieści Aleksandra Dumasa Trzej muszkieterowie (1969), sfilmowanej wersji produkcji scenicznej Festiwalu Stratford w Kanadzie z 1968. Na ekranie grał postacie historyczne, w tym Thomasa E. Deweya, Harry’ego S. Trumana (dwukrotnie), Thomasa Edisona, generała Harry’ego Crerara i Jamesa Bakera. Wystąpił gościnnie w uznanych serialach telewizyjnych, m.in. Z Archiwum X (1995), Na południe (1996–1999) czy Prawo i porządek (1998). W serialu Star Trek: Discovery (2020) użyczył głosu admirałowi Sennie Talowi.

## Nagrody i odznaczenia
W 1977 zdobył nagrodę im. Josepha Jeffersona dla najlepszego aktora za występ w spektaklu Kariera Artura Ui w Goodman Theatre w Chicago. W 1998 odebrał nagrodę Earle Grey za całokształt twórczości telewizyjnej. W 1999 otrzymał akademicki tytuł honorowy doktor honoris causa Uniwersytetu Alberty. W październiku 2004 został odznaczony Orderem Kanady za zasługi w dziedzinie sztuk scenicznych w kraju.

## Życie prywatne
Był żonaty z aktorką Donną Haley. Jego syn, Devon (ur. 3 września 1988) to wokalista popowej grupy Majical Cloudz.

### Śmierć
Zmarł 5 maja 2022 w wieku 80 lat.

## Filmografia

### Filmy
- 1980: Fobia jako sierżant Wheeler
- 1984: Zakochać się jako doktor
- 1985: Być doskonałym jako Joe McKenzie
- 1986: Zgaga jako dr Appel
- 1987: Złote czasy radia jako głos radia
- 1988: Krokodyl Dundee II jako Brannigan
- 1988: Inna kobieta jako Donald
- 1994: Wichry namiętności jako szeryf Tynert
- 1994: Życzenie śmierci 5 jako porucznik Mickey King
- 1994: Strażnik czasu jako senator Utley
- 1995: Kryjówka diabła jako detektyw Breech
- 1997: Władza absolutna jako Sandy Lord
- 2000: Pies Baskerville’ów (TV) jako Doktor Watson
- 2001: Zamach na Reagana (TV) jako James Baker
- 2001: Ostrość widzenia jako ks. Crighton
- 2003: Eloise z hotelu Plaza jako Sir Wilkes
- 2004: Pojutrze jako wiceprezydent / prezydent Raymond Becker
- 2004: Aviator jako doktor Hepburn
- 2004: The wild guys jako Andy
- 2004: Cud w Lake Placid jako lekarz George Nagobads
- 2005: Czterej bracia jako Robert Bradford
- 2005: Egzorcyzmy Emily Rose jako dr Mueller
- 2005: Mgła jako Tom Malone
- 2005: Karol. Człowiek, który został papieżem jako profesor Wójcik
- 2006: Pakt milczenia jako burmistrz Higgins
- 2007: Jedwab jako major Joncour
- 2007: Fantastyczna Czwórka: Narodziny Srebrnego Surfera jako dr Jeff Wagner
- 2008: Adoration jako Morris
- 2008: Kit Kittredge: Amerykańska dziewczyna jako wujek Hendrick
- 2009: Survival of the Dead jako Patrick O’Flynn
- 2012: The Story of Luke jako Jonas
- 2017: Undercover Grandpa jako Harry
- 2021: The Middle Man jako pan Miller

### Seriale
- 1988: Strefa mroku jako Jack Simonson
- 1989–1990: Miasteczko Twin Peaks jako agent Windom Earl
- 1994: Legendy Kung Fu jako Vance Cavanaugh
- 1995: Z Archiwum X jako Simon Gates
- 1996: Na południe jako Randal K. Bolt
- 1998:  Prawo i porządek jako Ben O’Dell
- 1999: Na południe jako Cyrus Bolt
- 2004: ReGenesis jako dr Shelby Sloane
- 2004: Kancelaria adwokacka jako sędzia M. Harrod
- 2005: Tajemnice Smallville jako pijany Święty Mikołaj
- 2007: Bionic Woman: Agentka przyszłości jako prof. Howard Samuels
- 2007: Gwiezdne wrota: Atlantyda jako Jamus
- 2011: Przystań jako Cole Glendower
- 2014: The Divide jako Stanley Zale
- 2015: The Expanse jako Frank Degraff
- 2017: Ocaleni jako Andrew Bartok
- 2017: Czarna lista jako Werner von Hauser
- 2017: Szpital nadziei jako Wilfred Jennings
- 2018–2019: Lodge 49 jako Larry Loomis
- 2020: Star Trek: Discovery jako Senna Tal (głos)
- 2021: Charmed jako Fenryk Podły